# 枕崎飛行場

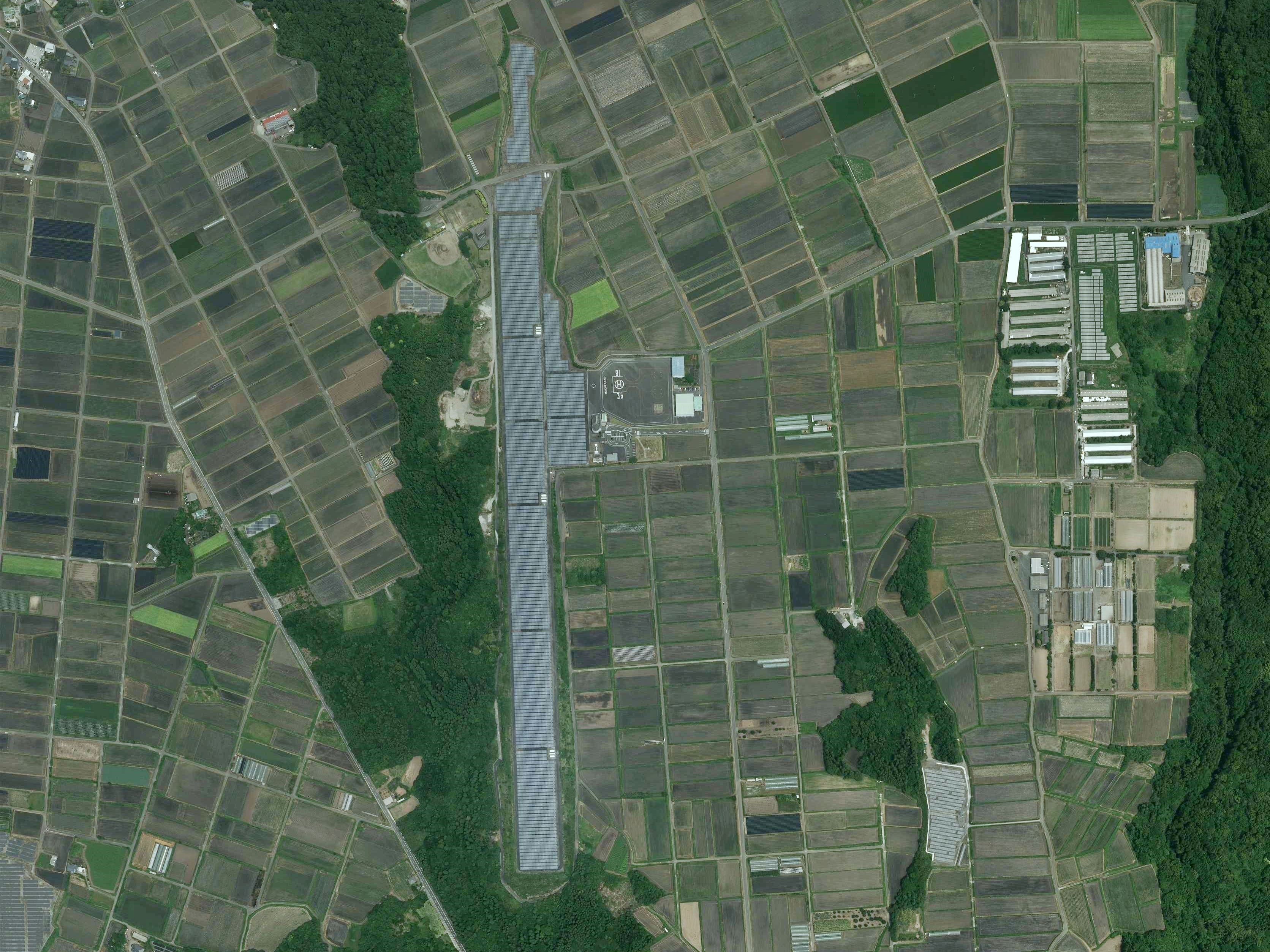
枕崎飛行場跡地の航空写真（2023年）

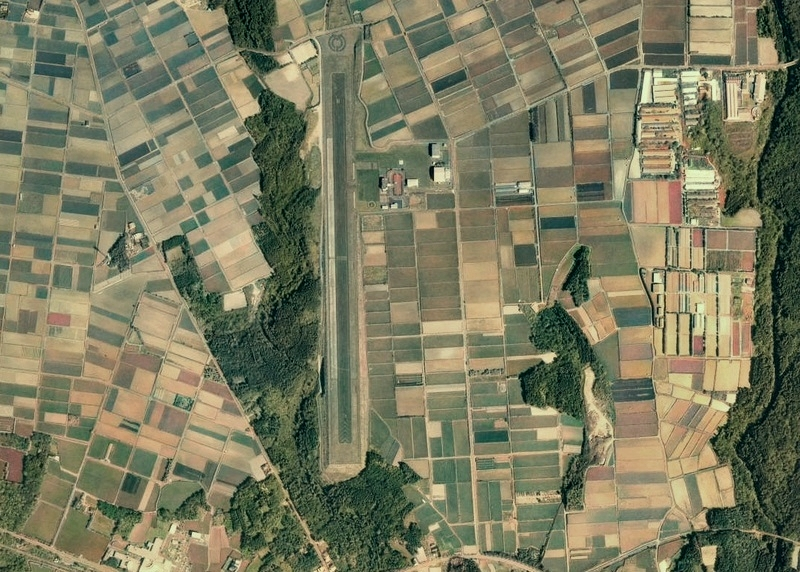
運用当時の空中写真（2010年）

枕崎飛行場（まくらざきひこうじょう）、枕崎空港（まくらざきくうこう）は、鹿児島県枕崎市にかつて存在した公共用飛行場。現在は公共用ヘリポートの枕崎ヘリポートとなっている。

## 概要
第四次全国総合開発計画において高速交通体系の一環として構想され、1991年（平成3年）1月に、国内初の地域空港（コミューター空港）として開場した。
当時、枕崎から鹿児島空港へのアクセスは3時間以上を要する陸の孤島であり、開港の同年7月5日より日本コンチネンタル空輸によるチャーター運航が開始された。アイランダー（9席）、セスナU206G（5席）、セスナ 172（3席）を使用し、鹿児島空港、種子島空港、屋久島空港との間で運航された。同社は1996年頃運航を停止。後継航空会社として、枕崎市内の建設関連業者5社が出資して設立した東和航空によって「セスナ172」2機の運航が再開された。のちに、薩摩硫黄島飛行場にもチャーター路線が開設された。2003年頃、東和航空が運航を取り止めている。
1998年（平成10年）、県消防防災ヘリコプター配備。当初は不定期路線の開設を目指して鹿児島空港や県内離島とのチャーター便の運航や、他にヘリコプターの操縦訓練（川田工業航空事業部が実施）にも利用されていた。だが、需要予測が過大であったところに不況が重なり、事業会社が2003年（平成15年）までに撤退。刑務所の誘致に失敗（後述）した2006年（平成18年）以降、滑走路がほとんど使用されなくなったことに着目した航空スポーツ団体による小型機の飛行競技会の実施や、グライダーの運航が試みられるなど、スカイスポーツの拠点とする動きもあったが、このような利用は本来の設置目的と異なることから、必ずしも飛行場を設置管理する枕崎市の理解が得られているとは言えず、航空機が常駐するまでには至っていなかった。
2010年（平成22年）の年度着陸回数は865回だった。
結局、空港開設以来累積赤字が8億3,500万円になり、空港存続のための施設維持費用として年間8,000万円の費用がかかることから2013年（平成25年）3月31日をもって飛行場は廃止、閉鎖となった。廃港後は消防防災機能維持のため格納庫前のエプロンにヘリポートを設置、滑走路跡地をメガソーラー事業者に貸すことになった。空港管理会社の南薩エアポートは防災ヘリへの給油および、旅行代理店として存続している。
2014年9月18日に公共用ヘリポートとして供用開始するとともに、滑走路跡地の大部分にはソーラーパネルが設置された。

## 施設
- 位置　鹿児島県枕崎市あけぼの町264
- 着陸帯　長さ：25メートル　幅：20メートル
- 滑走路　長さ：25メートル　幅：20メートル

強度：全備重量の9トンに耐える強度
方位　北：175度44分7秒東（真方位）
アスファルトコンクリート舗装
- 誘導路　延長：21メートル　幅：9メートル

アスファルトコンクリート舗装
- エプロン　3バース

アスファルトコンクリート舗装/
セメントコンクリート舗装
- 面積　15,444平方メートル（告示区域）
- 設置者　枕崎市
- 管理者　南薩エアポート（株）

### 空港内に配置される官公庁・自治体の部隊・施設
- 南薩エアポート株式会社（指定管理者） - 定期航空券の予約・発券や旅行業務・航空用燃料販売。
- 鹿児島県防災航空センター - 消防防災ヘリコプター AW139「さつま」JA18KG が常駐している。
- 大阪航空株式会社 枕崎事業所 - 航空機整備事業。

## 航空管制
- 枕崎フライトサービス 129.800 MHz

（実際には使用されておらず、離着陸する航空機は航空機相互周波数 122.6 MHzで一方送信していた）

## ギャラリー

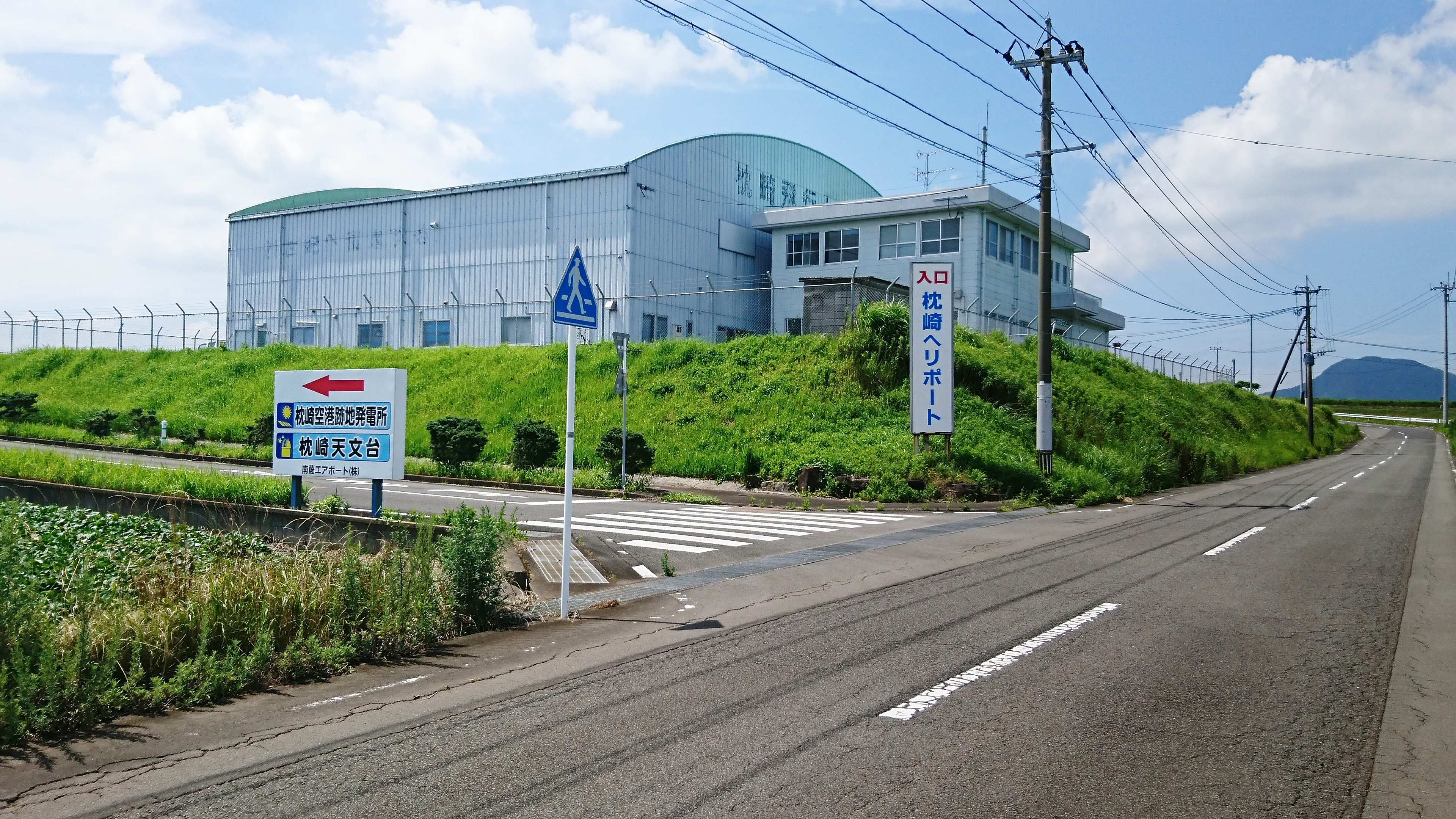
枕崎ヘリポート入口の案内
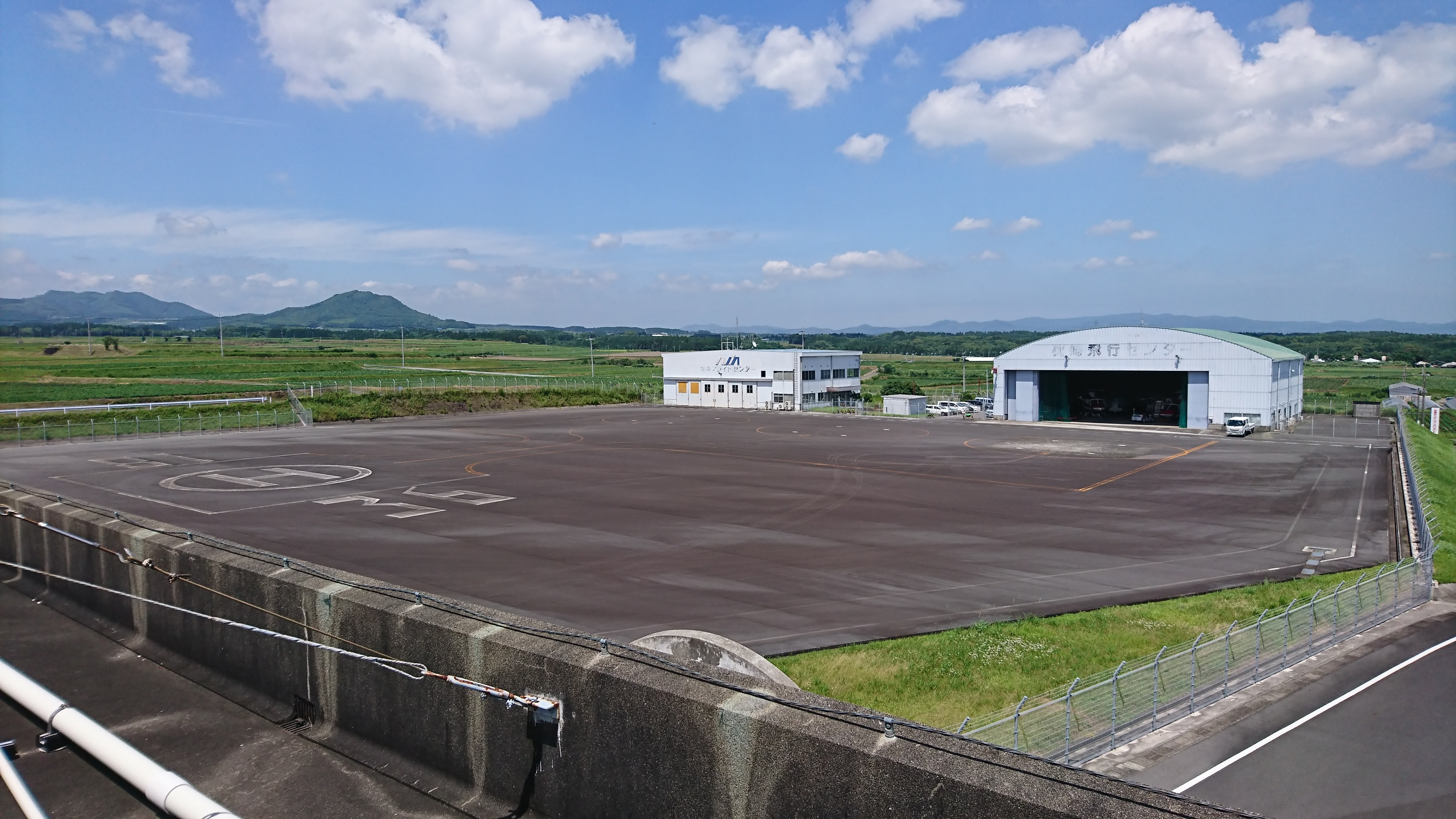
枕崎ヘリポートのヘリパッド（2019年）
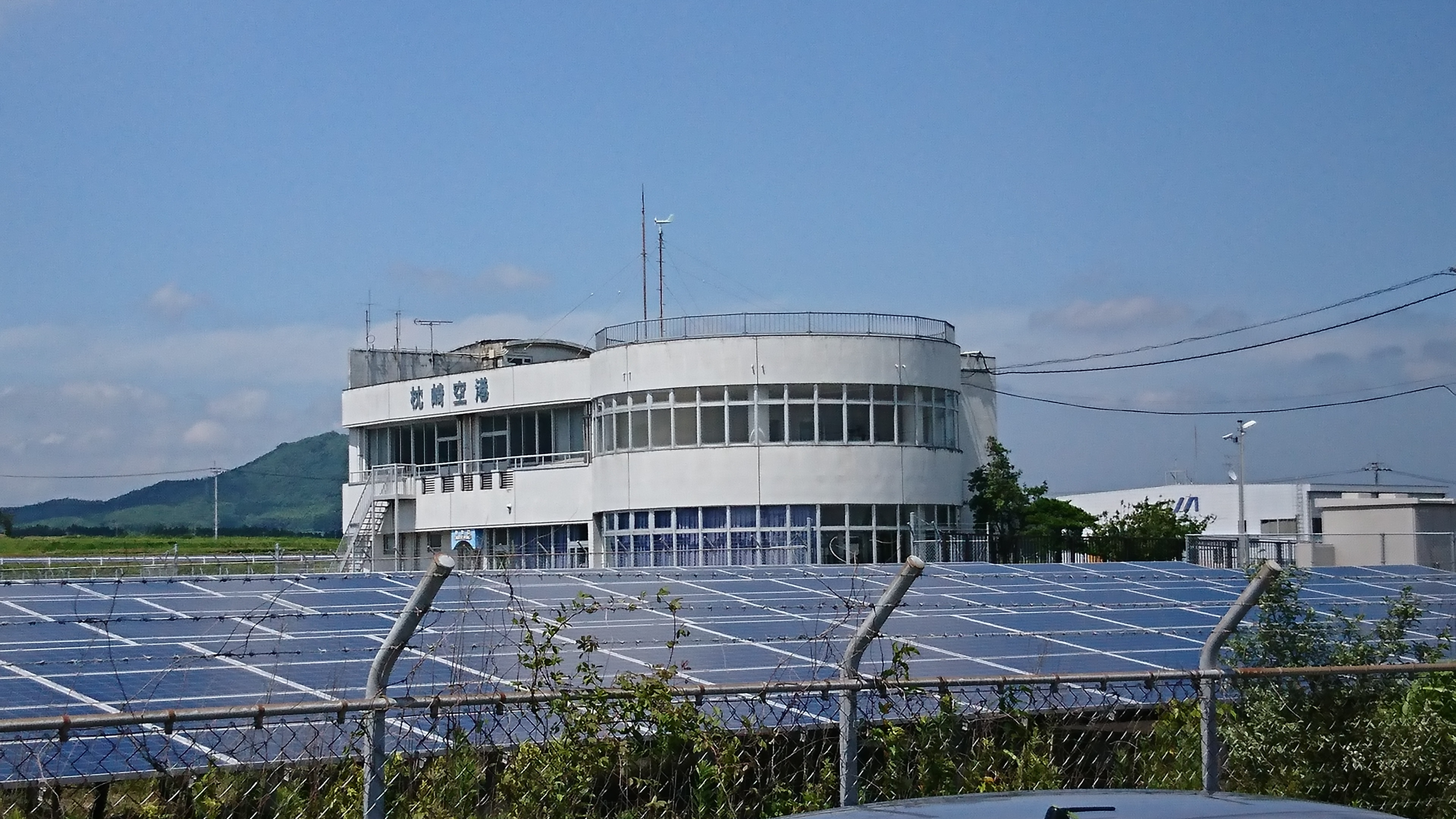
管理区域側に残る枕崎空港の表記（2019年）
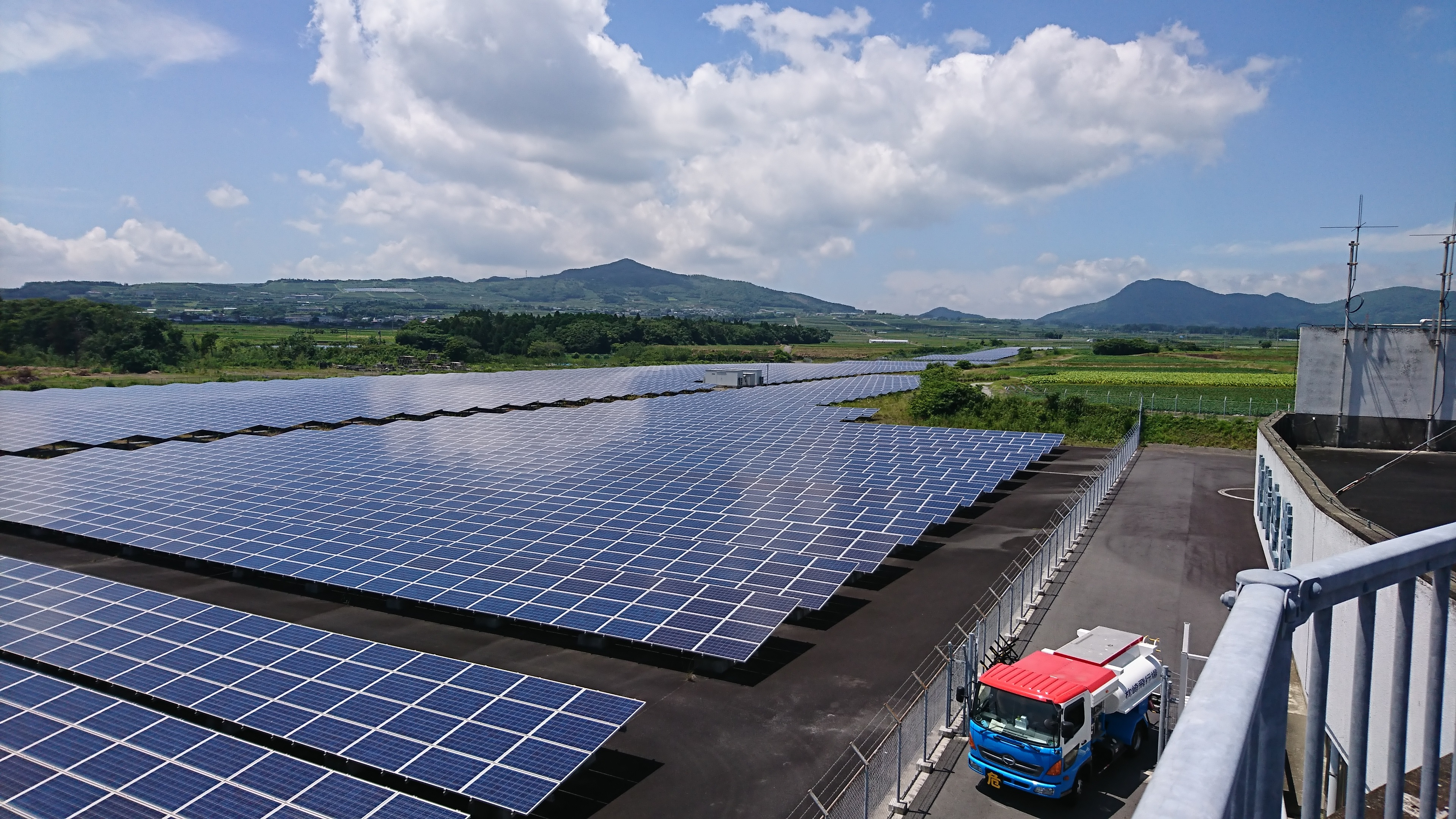
旧滑走路を覆いつくしたソーラーパネル（2019年）
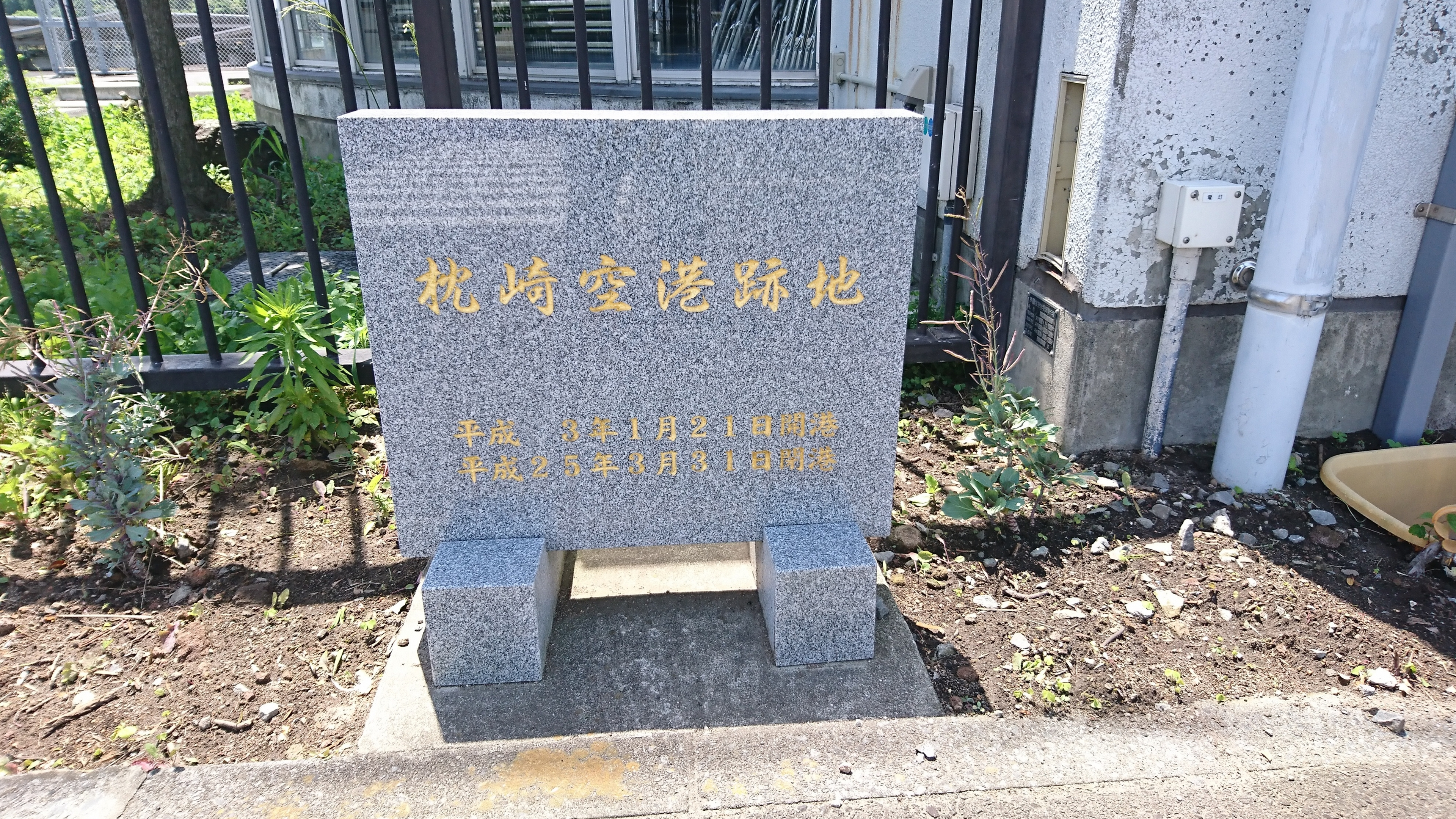
枕崎空港跡地の碑
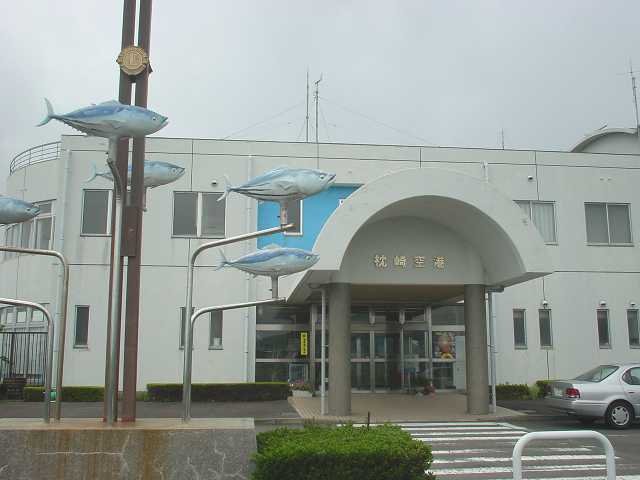
枕崎空港時代の建屋（2005年）

## その他

### 刑務所誘致
累積赤字を解消するため、2003年（平成15年）から2005年（平成17年）にかけて、国のPFI方式による刑務所新設の計画に対し、枕崎市は本空港を廃止して跡地に刑務所を誘致しようと候補地に名乗りをあげた。他に名乗りを上げた多くの自治体と激しい誘致合戦を繰り広げた結果、新設刑務所の設置予定地は山口県美祢市（美祢社会復帰促進センター）と島根県那賀郡旭町（現：浜田市）（島根あさひ社会復帰促進センター）に決定し、枕崎市への誘致はならなかった。

### メガソーラー誘致
2012年（平成24年）9月、枕崎市は空港を廃止して滑走路を大規模ソーラー発電所として運用すべく検討に入っていることを明らかにした。2013年（平成25年）3月、空港を廃止し跡地をメガソーラー事業者に貸すことを決定した。年間8500万円の賃料により22年間で約8億3500万円の累積損失を解消できる見通しとなった。。事業者は、Kクリーンエナジー株式会社（オリックス株式会社70％、株式会社九電工30％）、発電所の名称は「枕崎市枕崎空港跡地第一発電所・第二発電所」、出力規模(モジュール容量)は8,218kW、パネル設置枚数は33,544枚で、2014年9月1日から稼働している。なお発電所の名称が「第一発電所・第二発電所」となっているのは、九州電力と協議した結果、1つの系統に全出力を接続することができなかったため、系統の異なる2つの発電所に分けたためである。

### 枕崎天文台
2014年、メガソーラーとともに枕崎天文台が完成した。口径35センチのシュミットカセグレン式望遠鏡を備える。新型コロナウイルス感染症の影響で閉館していたが、2024年に再開された。